# Euspilotus latimanus
Euspilotus latimanus är en skalbaggsart som först beskrevs av Schmidt 1890.  Euspilotus latimanus ingår i släktet Euspilotus och familjen stumpbaggar. Inga underarter finns listade i Catalogue of Life.